# Первісна сила
Первісна сила (англ. Primal force) — американський пригодницький фільм 1999 року за участю Рона Перлмана

## Сюжет
Мальовничий тропічний острівець Сан-Мігель стає місцем аварійної посадки невеликого приватного літака. Збираючи рятувальну експедицію, її організатор Скот Девіс стикається з несподіваною перешкодою. Місцеві жителі навідріз відмовляються відправлятися на острів, стверджуючи, ніби він проклятий. У пошуках провідника, Скот змушений звернутися до єдиної людини, якій вдалося повернутися з загадкового острова живим - Френка Броуді.
І Броуді приймає його пропозицію: це - єдиний спосіб позбутися від нічних кошмарів, які постійно переслідують його. Броуді візьме з собою величезний арсенал всілякої зброї, щоб не дозволити м'ясоїдним монстрам, що населяють Сан-Мігель, зжерти його заживо. Але виживуть не всі ....

## Актори
- Рон Перлман — Френк Броуді
- Марк Кілі — Скот Девіс
- Роксана Зел — Тара Метьюз
- Кімберлі Петерсон — Келсі Каннінгем
- Гільєрмо Ріос — Едді Мендоза